# Macross Delta
Macross Delta (マクロスΔ Makurosu Deruta?) es una serie de anime de TV perteneciente a la franquicia Macross siendo la cuarta serie de televisión perteneciente a dicha franquicia.
Esta serie sigue la cronología original de Macross, que va desde Macross Zero (2002), The Super Dimension Fortress Macross (1982), pasando por Macross Plus (1994), Macross 7 (1994), Macross Frontier (2008) y finalmente esta parte.

## Argumento
Macross Delta se desarrolla en el año 2067, 8 años después de los eventos de Macross Frontier, ubicándose la trama en un sector lejano de la Galaxia de la Vía Láctea llamado, el Cúmulo Globular Brísingr (ブリージンガル球状星団  Burījingaru Kyūjō Seidan?) que está siendo afectado por una rara enfermedad llamada Síndrome Var (ヴァールシンドローム Vāru Shindorōmu?) la cual causa que la persona sin importar su especie se comporte de forma violenta y frenética sin razón aparente. Durante la historia un grupo de chicas deberá hacer frente a la mencionada enfermedad, desde un planeta remoto de la galaxia. Estas chicas conforman el Escuadrón de Sonido Walküre, un Grupo Idol compuesto de cinco chicas que tienen el poder de trasmitir el sentimiento a través de sus canciones. Freiya Wion, una joven del planeta WinderMere desea con todas sus fuerzas formar parte del Escuadrón de Sonido Walküre (ワルキューレ  Warukyūre, palabra en alemán para Valquiria?), por ello emprende un largo viaje a un planeta muy remoto, donde se realizara una audición en búsqueda de la nueva integrante del Grupo Walküre.
Durante el desarrollo de la historia un Joven llamado Hayate Immelmann, se ve envuelto en una guerra entre la NUNS y el reino WinderMere, al ayudar a Freiya, logrando después de muchas pruebas ser aceptada en el grupo Walküre, ya en Walküre Freiya entiende que el grupo busca detener la guerra con el poder de sus canciones, tarea muy difícil, ya que en el bando del reino Windermere, también existe otro cantante que busca usar la enfermedad a su favor y resumir su guerra contra el Nuevo Gobierno Unificado (新統合政府 Shin Tōgō-seifu?) por el control del cúmulo.

## Personajes

### Personajes principales
- Hayate Immelmann (ハヤテ・インメルマン Hayate Inmeruman?)

 Seiyū: Yūma Uchida
Hayate es el protagonista principal de Macross Delta. Es un joven humano de 17 años que al comienzo de la serie se ganaba la vida trabajando como piloto de una unidad Workroid en el puerto espacial del planeta Al Shahal. Su vida da un giro radical cuando decide ayudar a una joven procedente del planeta WinderMere llamada Freyja Wion quien se encontraba viajando como polizona en uno de los contenedores de carga del puerto espacial del planeta. A raíz de una incursión del Escuadrón Delta por un brote del síndrome Var, la unidad de sonido Walküre y los caballeros del viento de WinderMere en Al Shahal, Hayate pierde su empleo, pero termina siendo reclutado por Chaos para combatir a WinderMere. Makina le coloca de apodo Haya-Haya (ハヤハヤ)
- Freyja Wion (フレイア・ヴィオン Fureia Vion?)

 Seiyū: Minori Suzuki
Freyja es una chica de 14 años (15, posteriormente) procedente del planeta WinderMere, un mundo ubicado en el borde fronterizo de la galaxia dentro del cúmulo globular Brísing quien, acaba huyendo de su hogar debido a que pretendían obligarla a casarse. Freyja quien es una chica apasionada por la música, decide asistir a las audiciones de la agrupación Walküre para convertirse en su nueva integrante, pero al escapar de su mundo en una nave de carga como polizona, creyendo que llegaría al planeta Ragna (donde se encuentra Walküre), por accidente llega al planeta Al Shahal donde conoce a Hayate quien le ayuda a esconderse de la Policía. Por una serie de situaciones que involucraron a Chaos, El escuadrón Delta, Walküre y los Caballeros del viento de WinderMere, Freyja acepta unirse a Walküre luego de audicionar. Al convertirse en integrante de Walküre, su frase de pila es "La música es energía" (歌は元気 Uta wa Genki). Makina posteriormente le pone de apodo "Fre-Fre" (フレフレ Furefure).
- Mirage Fallyna Jenius (ミラージュ・ファリーナ・ジーナス Mirāju Farīna Jīnasu?)

 Seiyū: Asami Seto
Mirage es una mujer híbrida entre humana y Zentradi y es una experimentada piloto de Caza Variable que formó parte de N.U.N Spacy antes de ser contactada por el capitán del Escuadrón Delta Arad Mölders siendo la única mujer dentro de la unidad. Mirage es descendiente de una dinastía muy reconocida dentro del universo Macross, siendo la hija de Miranda Jenius, la sobrina de Mylene Flare Jenius (integrante de Fire Bomber, agrupación de Macross 7) y la nieta de Maximillian y Milia Fallyna Jenius. Debido a su linaje familiar, Mirage vive con la presión de estar siempre bajo la sombra de la reputación de sus abuelos lo que le genera mucho estrés, no obstante se siente orgullosa de sus habilidades y de su familia. Cuando Hayate es reclutado para formar parte del Escuadrón Delta, Mirage muy a su pesar, se convierte en su instructora lo que genera ciertas diferencias de opinión entre ambos. Makina Nakajima le colocó de sobrenombre "Mira-Mira" (ミラミラ).

### CHAOS
Chaos (ケイオス Keiosu?) es una empresa Contratista militar que controla a Walküre y al escuadrón Delta. Su división del cúmulo Globular Brísingr tiene su sede principal en el planeta Ragna (惑星ラグナ Wakusei Raguna?) en su capital Barrett City (バレッタシティ Baretto Shiti?). La persona detrás de Chaos es Lady M (レディM Redi Emu?) cuya identidad nunca es revelada en la serie, pero se presume, que es Lynn Minmay quien viajó en la nave Megaroad-01 que desapareció en el año 2016 y que ha estado realizando varias investigaciones en torno a la Protocultura y la música desde la primera Guerra Espacial y que estuvo involucrada en la creación de la Cantante estelar, Mikumo Guynemer.

### Walküre
Las Venus Superdimensionales Walküre (超時空ヴィーナス ワルキューレ Chōjikū Vīnasu Warukyūre?) o mejor llamadas, la unidad de Sonido táctico, Walküre (戦術音楽ユニット ワルキューレ Senjutsu Ongaku Yunitto Warukyūre?) es un grupo de Idols que interpreta sus canciones mientras son escoltadas por el Escuadrón Delta. Su música emite fuertes señales de Pliegue lo cual es lo único que puede mitigar los efectos del Síndrome Var. Cada una de las chicas que componen el grupo, poseen receptores de Pliegue volviéndolas inmunes a los efectos del Síndrome.
- Mikumo Guynemer (美雲・ギンヌメール  Mikumo Ginnumēru?)

 Seiyū: Ami Koshimizu - JUNNA (canciones)
Mikumo es la vocalista principal de Walküre. Es una mujer de rasgos enigmáticos y rara vez habla con otras personas. Uno de sus hábitos es el de señalar constantemente los defectos de Freyja aunque también felicita sus logros. Su frase de pila es La música es Misteriosa (歌は神秘 Uta wa Shinpi). Makina le tiene como apodo, Kumo-Kumo (クモクモ).
- Kaname Buccaneer (カナメ・バッカニア Kaname Bakkania?)

 Seiyū: Kiyono Yasuno
Es la fundadora de Walküre y su líder. Ella proviene del planeta Divide, un planeta devastado por años constantes de Guerras civiles. Kaname siempre ha estado interesada por la música como una forma de escapar del horror de la violencia de su planeta. A ella se le ve continuamente con Arad Mölders lo cual genera especulación sobre la naturaleza de su relación. Tuvo poco éxito en su carrera musical en solitario hasta que decide unirse a Chaos una vez se descubrió que poseía receptores de pliegue en su organismo. Ella era el as dentro de Walküre hasta la aparición de Mikumo. Siendo líder, ella siente que está siendo una carga para sus compañeras. Su frase de pila es "La música es vida" (歌は命 Uta wa Inochi). Makina le colocó de apodo "Kana-Kana" (カナカナ).
- Makina Nakajima (マキナ・中島?)

Seiyū: Nozomi Nishida
Ella es integrante de Walküre y a su vez, es la ingeniera mecánico de las unidades Variable Fighters del Escuadrón Delta. Es descendiente de Raizō Nakajima, mecánico del portaaviones Asuka (de Macross Zero), presumiblemente su tatara nieta. Tiene por costumbre describir a las máquinas como objetos adorables tratándolos igual que a un animal o algo lindo. Es muy amiga de su compañera Reina Prowler, a pesar de que al principio no se llevaban bien. Ella tiene por costumbre poner apodos a la gente, siendo así que ella llama a sus compañeras, a Mirage y a Hayate con diversos apodos y en general lo hace con cada miembro de la flota. Su frase de pila en Walküre es "La música es Esperanza" 歌は希望 Uta wa Kibō). Y como apodo, se llama así misma "Maki-Maki" (マキマキ).
- Reina Prowler (レイナ・プラウラー Reina Puraurā?)

 Seiyū: Nao Tōyama
Una chica oriunda del planeta Zoran, quien a diferencia de la personalidad alegre y extrovertida de Makina, se comporta como una chica de personalidad reservada, silenciosa y calmada. Cuando se unió a Walküre, ella en un principio no se llevaba bien con Makina, pero con el tiempo ambas se hicieron buenas amigas. Reina es una hacker experimentada sin embargo, ella accedió a unirse a CHAOS después de ser descubierta intentando meterse en su red informática. Su frase de pila es "la Música es Amor" (歌は愛 Uta wa Ai) y Makina la apoda Rei-Rei (レイレイ).

## Producción
Como en Frontier, el personal de Macross Delta ha buscado nuevos talentos para el nuevo anime. Las audiciones comenzaron en diciembre de 2014 en Japón. En febrero de 2015 se reportó que cerca de 8.000 personas habían audicionado para protagonizar la nueva serie. La ronda de selección final se llevó a cabo en Tokio a finales de abril de 2015. Las finalistas fueron entrevistadas por los jueces y demostraron su habilidad para el canto y el doblaje de voz.
Macross Delta tuvo una "'Chō Jikū' Seisaku Happyōkai" (Revelación de la Producción "Super Dimensional"), un evento en vivo que reveló más detalles del proyecto el 29 de octubre de 2015 a las 12:00 p. m. Shōji Kawamori apareció en el evento para anunciar al personal principal, a la ganadora de la audición para nueva cantante en el anime y los nuevos personajes y cazas variables de la serie.
Como en las pasadas producciones de la franquicia Macross, el diseño de los mechas protagónicos está a cargo de Shōji Kawamori.
El 31 de diciembre de 2015 se realizó la transmisión de un episodio especial preestreno de Macross Delta bajo el título de “Episodio 0.89 - Senjou no Prologue (Prólogo a la Batalla)”. Al final del mismo se confirmó el inicio oficial de la serie para la primavera del 2016 y durante la temporada de estrenos de anime de abril del mismo año.

### Japonés
- Página web oficial
- Sitio web oficial de Big West Advertising